# ドレスの脱ぎ方
『ドレスの脱ぎ方』（ドレスのぬぎかた）は、ゲスの極み乙女。の1枚目のミニアルバム。2013年3月6日にgesukiwa recordsより発売された。
収録曲「ぶらっくパレード」と「ドレスを脱げ」は、MVが制作された。2本とも監督は杉本視が務める。

## 収録曲
| 全作詞・作曲: MC.K。 |                      |       |            |      |
| #                    | タイトル             | 作詞  | 作曲・編曲 | 時間 |
| 1.                   | 「ぶらっくパレード」 | MC.K  | MC.K       | 5:22 |
| 2.                   | 「モニエは悲しむ」   | MC.K  | MC.K       | 4:07 |
| 3.                   | 「ゲスの極み」       | MC.K  | MC.K       | 1:34 |
| 4.                   | 「momoe」            | MC.K  | MC.K       | 5:17 |
| 5.                   | 「ドレスを脱げ」     | MC.K  | MC.K       | 4:55 |
| 合計時間:            | 合計時間:            | 21:25 |            |      |

## 参加メンバー
- MC.K：ボーカル/ギター (#2,#4,#5)
- 休日課長：ベース/コーラス
- ちゃんMARI：キーボード/コーラス
- ほな・いこか：ドラムス/コーラス/台詞(#1,#5)